# امپرس (هتل)
فرمونت امپرس، که قبلاً و معمولاً با نام امپرس شناخته می‌شد، یکی از قدیمی‌ترین هتل‌های ویکتوریا در بریتیش کلمبیای کانادا است. واقع در شماره ۷۲۱ خیابان گاورمنت، در مرکز شهر ویکتوریا، رو به بندر داخلی شهر واقع شده‌است. این هتل توسط فرانسیس راتنبری طراحی شده‌است و توسط شرکت هتلهای پسیفیک کانادایی، بخشی از شرکت کانادایی راه‌آهن پسیفیک، ساخته شده‌است. این هتل در حال حاضر توسط Fairmont Hotels and Resorts اداره می‌شود که از سال ۲۰۱۶ بخشی از AccorHotels است. این هنل متعلق به نات و فلورا بوزا از ونکوور است.
این ساختمان به سبک Chateauesque در ۲۰ ژانویه ۱۹۰۸ افتتاح شد و یکی از هتل‌های بزرگ راه‌آهن کانادا محسوب می‌شود. از زمان افتتاح، این هتل دو بار توسعه یافته‌است، اولی از سال ۱۹۱۰ تا ۱۹۱۲، و توسعه دوم در سال ۱۹۲۸. این ساختمان در ژانویه ۱۹۸۱ به عنوان یک مکان تاریخی ملی کانادا تعیین شد. امپرس بین سالهای ۲۰۱۵ تا ۲۰۱۷ تحت بازسازی قابل توجهی قرار گرفت که بیش از ۶۰ میلیون دلار هزینه داشت. در ۲۸ ژوئن ۲۰۱۷ از تلاش‌های مرمتی هتل تجلیل شد.